# Nathaniel Lord Britton
Nathaniel Lord Britton (New Dorp (Staten Island), 15 januari 1859 — New York, 25 juni 1934) was een Amerikaanse botanicus en de eerste directeur van de New York Botanical Garden. In zijn jeugd kwam hij in aanraking met de natuuronderzoekers John J. Crooke en John Strong Newberry. Zij wakkerden de interesse van Britton in de botanie aan. Al vroeg legde Britton een botanische collectie aan.

## Vroege leven
In zijn jeugd ging Britton naar de Staten Island Academy. In 1875 startte hij zijn opleiding aan de Columbia College School of Mines, waar hij geologie studeerde onder Newberry, die hoogleraar in de botanie en geologie was. Op aanraden van Newberry en Crooke sloten Britton en zijn vriend Arthur Hollick zich aan bij de Torrey Botanical Club. Bij deze organisatie kwam hij in aanraking met vele botanici. Hij publiceerde zijn botanische bevindingen in Bulletin of the Torrey Botanical Club, het tijdschrift van de organisatie. Hij zorgde ervoor dat de Torrey Botanical Club door de wetenschappelijke gemeenschap van New York werd erkend. Ook gebruikte hij de club voor de lancering van zijn plan om een botanische tuin te beginnen.
In 1879 slaagde Britton aan de School of Mines met een bachelorgraad 'Engineer of Mines', waarna hij assistent-docent werd onder Newberry. Samen met Hollick publiceerde Britton The Flora of Richmond County, New York, gebaseerd op botanisch onderzoek in Staten Island. Tussen 1879 en 1884 werkten de twee als veldassistenten bij de New Jersey Geological Survey, waarvoor ze afreisden naar de Wyoming Territory om fossielen te verzamelen. In 1881 behaalde Britton zijn Ph.D. met het proefschrift A Preliminary Catalogue of the Flora of New Jersey. In 1885 trouwde Britton met botanica Elizabeth Gertrude Knight, die hij in 1879 bij de Torrey Botanical Club had leren kennen. In 1886 nam Britton de positie van Newberry aan de Columbia College School of Mines over.

## Oprichting en directeurschap van de New York Botanical Garden
Met de Torrey Botanical Club ondernam Britton meerdere verzamelexpedities. Tijdens een expeditie door The Bronx viel hem de schoonheid van de natuur in de Bronx Valley op. Later zou hij deze plek aankaarten als vestigingsplaats van de New York Botanical Garden. Na het bezoek van het echtpaar Britton aan de Royal Botanic Gardens, Kew in 1888, raakte ook Elizabeth overtuigd van het plan om in New York een botanische tuin op te richten. Op een bijeenkomst van de Torrey Botanical Club op 24 oktober 1888 ontvouwde Elizabeth de plannen voor het opstarten van een botanische tuin in New York. Begin 1889 deed de club een publieke oproep om een botanische tuin op te richten. Emerson Sterns, Arthur Hollick, Timothy Allen, John Strong Newberry, Addison Brown, Henry Hurd Rusby, Thomas Hogg, en Nathaniel Lord Britton vormden een comité dat zich met een poging voor het opstarten van een botanische tuin bezig zou gaan houden.
In 1891 werd Britton adjunct-professor in de geologie en de botanie aan de Columbia University, waar hij de leiding kreeg over het herbarium en de botanische bibliotheek. In 1891 werd ook de New York Botanical Garden erkend op basis van wetgeving die het de staat New York mogelijk maakte om publiek land over te dragen aan een private rechtspersoon. In 1896 gaf Britton zijn aanstelling aan de Columbia University op om de eerste directeur van de New York Botanical Garden te worden. Een band tussen Britton en de universiteit bleef echter bestaan, omdat er contractuele overeenkomsten waren tussen de botanische tuin en de universiteit op het gebied van onderwijs. Onderdeel van de overeenkomsten was de verhuizing van de collecties van Britton en die van John Torrey van de universiteit naar de botanische tuin. Het eerste bestuur van de botanische tuin bestond uit Andrew Carnegie, John Pierpont Morgan, Cornelius Vanderbilt II en Nathaniel Lord Britton.
Rond de eeuwwisseling was de New York Botanical Garden reeds een instituut met een groeiende betekenis op wetenschappelijk en educatief gebied. Britton werkte er samen met stafleden die zich richten op diverse wetenschappelijke terreinen, zoals Franklin Sumner Earle (mycologie), Arthur Hollick (paleobotanie), Marshall Avery Howe (fycologie), Daniel Trembly MacDougal, (plantenfysiologie), William Alphonso Murrill (mycologie), Henry Hurd Rusby (economische botanie), Per Axel Rydberg (flora van de Rocky Mountains), John Kunkel Small (flora van het zuidoosten van de Verenigde Staten), Lucien M. Underwood (pteridologie), Robert S. Williams (bryologie) en Percy Wilson (flora van de Caraïben).

## Publicaties en onderzoekswerkzaamheden
Britton was een productieve wetenschapper die (mee)schreef aan talloze botanische publicaties. Addison Brown financierde het werk van Britton aan An Illustrated Flora of the Northern United States and Canada, dat ook wel bekendstond als Britton & Brown Illustrated Flora. Het werk werd tussen 1896 en 1898 in drie delen gepubliceerd. In die tijd was het een standaardwerk met betrekking tot de floristiek in Noord-Amerika. In 1900 was Britton betrokken bij de oprichting van Journal of the New York Botanical Garden, een wetenschappelijk tijdschrift voor bevindingen van wetenschappers die werkzaam waren bij de botanische tuin.
Tussen 1901 en 1907 verschenen drie delen van Manual of the Flora of the Northern States and Canada. Samen met John Adolph Shafer publiceerde hij in 1908 North American Trees.
In 1906 begonnen Britton, Joseph Nelson Rose en Daniel Trembly MacDougal aan een onderzoek van de cactusfamilie (Cactaceae). Het resultaat van deze studie werd tussen 1919 en 1924 door Britton en Rose in vier delen gepubliceerd onder de titel The Cactaceae. In deze monografie beschreven ze 124 geslachten en circa 1.237 soorten uit de cactusfamilie. Dit werk wordt algemeen als hun 'magnum opus' gezien.
In 1902 maakt het echtpaar Britton de eerste van hun jaarlijkse botanische excursies naar het Caraïbisch gebied. In 1913 was Britton de initiator van onderzoek op Puerto Rico op een bijeenkomst van de New York Academy of Sciences. Hij introduceerde het plan om Puerto Rico uitgebreid te onderzoeken op onder meer botanisch, paleontologisch, geologisch, antropologisch en archeologisch terrein. De 'Scientific Survey of Puerto Rico' werd een samenwerkingsproject van de New York Botanical Garden, de New York Academy of Sciences, de Columbia University en de overheden van Puerto Rico en de Verenigde Staten dat zou duren tot in de jaren veertig van de twintigste eeuw. De bevindingen van het onderzoek werden in acht delen gepubliceerd in de jaren twintig van de twintigste eeuw. Britton en Percy Wilson publiceerden volume vijf en zes van het onderzoek in The Botany of Porto Rico and the Virgin Islands. Descriptive Flora, the Spermatophyta. Britton publiceerde ook flora's van andere eilanden in het Caraïbisch gebied zoals The Flora of Bermuda (1918) en The Bahama Flora (1920), dat hij samen met Charles F. Millspaugh schreef.
In 1929 ging Britton met pensioen. De laatste jaren van zijn leven was hij bezig met een flora van Puerto Rico, Flora Borinquena, dat uiteindelijk onafgemaakt bleef. In februari 1934 overleed zijn vrouw Elizabeth, waarna hij zelf in juni van hetzelfde jaar stierf.

## Eerbewijzen en lidmaatschappen van wetenschappelijke organisaties
In 1904 kreeg Britton een Sc.D. van de Columbia University. In 1912 kreeg hij een LL.D. van de University of Pittsburgh. In 1914 werd hij lid van de National Academy of Sciences. In 1925 werd hij verkozen als fellow van de American Academy of Arts and Sciences en als buitenlands lid van de Linnean Society of London. In 1928 werd hij gekozen als lid van de American Philosophical Society.
In 1896 was Britton vicevoorzitter van de American Association for the Advancement of Science. In 1898 en in 1920 was hij voorzitter van de Botanical Society of America. In 1907 was hij voorzitter van de New York Academy of Sciences. In 1930 werd hij benoemd tot erevoorzitter van de International Desert Conservation League.
Britton was (mede)auteur van meer dan 4700 botanische namen. Diverse botanische namen zijn naar hem vernoemd. Het wetenschappelijke tijdschrift van de New York Botanical Garden, Brittonia, werd in 1831 eveneens naar hem vernoemd. In 1934 werd een bergtop op Puerto Rico naar hem Mount Britton vernoemd.